# Суиномиш
Суиномиш (англ. Swinomish Reservation) — индейская резервация, расположенная на Северо-Западе США в северо-западной части штата Вашингтон.

## История
Резервация была создана в соответствии с договором Пойнта-Эллиота 1855 года, в неё были поселены 4 племени прибрежных салишей — суиномиши, нижние скаджиты, кикиаллусы и самиши. Исполнительный указ от 9 сентября 1873 года уточнил северную границу и добавил 59,73 акра, создав резервацию первоначальной площадью 30,15 км².

## География
Резервация расположена в северо-западной части штата Вашингтон в округе Скаджит в Пьюджет-Саунде, на юго-восточной стороне острова Фидальго.
Общая площадь резервации составляет 54,49 км², из них 30,85 км² приходится на сушу и 23,64 км² — на воду. Административным центром резервации является деревня Суиномиш (англ. Swinomish Village), расположенная в юго-восточной части резервации.

## Демография
По данным федеральной переписи населения 2000 года, в резервации проживало 2 664 человека, из них, 23 % были индейцами.
В 2019 году в резервации проживало 3 022 человека. Расовый состав населения: белые — 2 285 чел., афроамериканцы — 29 чел., коренные американцы (индейцы США) — 549 чел., азиаты — 24 чел., океанийцы — 14 чел., представители других рас — 11 чел., представители двух или более рас — 110 человек. Плотность населения составляла 55,46 чел./км².